# Funafuti
Funafuti er en koralatol i østaten Tuvalu og regnes for at være landets hovedstad. Regeringen hører hjemme i Vaiaku på Fongafale. Ved folketællingen i 2002 var indbyggertallet 4.492, hvilket gjorde Funafuti til landets folkerigeste atol.
Det er en landstribe, der har en bredde på mellem 20 og 400 meter, der omringer en lagune, der er 18x14 km. Med sine 275 km² er den Tuvalus største lagune. Landarealet for de 33 øer udgør totalt 2,4 km², hvilket er mindre end 1% af atollens samlede areal.
Den mest berømte bygning er kirken. Blandt andre seværdigheder er resterne af en amerikansk fly, der styrtede ned på Funafuti under 2. verdenskrig, da amerikanske styrker brugte rullebanen på Funafuti under forsvaret af Gilbertøerne og Marshalløerne. USA gjorde krav på Funafuti en gang i 1800-tallet, indtil man indgik en venskabsaftale i 1979, der trådte i kraft i 1983.
Den største ø er Fongafale, hvor der findes fire byer. En af disse er Vaiaku, hvor landets regering og parlamentet "Fake I Fono" hører hjemme. Fongafale og Vaiaku omtales nogen gange som landets hovedstad, men officielt er hele atollen landets hovedstad.
Atollen har også en international lufthavn, Funafuti International Airport.

## Byer på Funafuti
Byene på atollens øer med indbyggertal per 2002:

### Centrale Funafuti
- Fakaifou 1007
- Senala 589
- Alapi 1024
- Vaiaku 516

### Øvrige Funafuti
Inkluderer halvøen Tengako mod nord
- Lofeagai 399
- Teone 540
- Tekavatoetoe 343

### Funafala
- Funafara 22

### Amatuku
- Amatuku 52

## Funafuti naturbeskyttelsesområde
I juni 1996 blev der oprettet et naturbeskyttelsesområde langs revets vestre kant. Det består af seks øer og arealet opgivet til 33 km², der svarer til 20% af Funafutis areal. Det samlede areal af de seks øer er 8 hektar (0308 km²)
Øerne, fra nord til syd, med opgivet areal i hektar:
- Tepuka Vilivili 3
- Fualopa 2
- Fuafatu 0,2
- Vasafua 0,5
- Fuakea 1,5
- Tefala 1

## Funafutis øer
Det er mindst 33 øer i atollen. Den største er Fongafale, fulgt af Funafala. Mindst tre af øene er beboede: Hovedøen Fongafale i øst, Funafala i syd og Amatuku i nord.
- Amatuku
- Avalau
- Falaoigo
- Fale Fatu (eller Falefatu)
- Fatato
- Fongafale
- Fuafatu
- Fuagea
- Fualefeke (eller Fualifeke)
- Fualopa
- Funafala
- Funamanu
- Luamotu
- Mateika
- Motugie
- Motuloa
- Mulitefala
- Nukusavalevale
- Papa Elise (eller Funangongo)
- Pukasavilivili
- Te Afuafou
- Te Afualiku
- Tefala
- Telele
- Tengako (halvö på Fongafale)
- Tengasu
- Tepuka
- Tepuka Vili Vili
- Tutanga
- Vasafua
- I tillegg minst fem andre øyer.